# ウリヤノフスク民間航空史博物館
ウリヤノフスク民間航空史博物館（ウリヤノフスクみんかんこうくうしはくぶつかん、ロシア語: Музей истории гражданской авиации、英語: Museum of the Civil Aviation History）はロシア連邦ウリヤノフスク州ウリヤノフスクに位置する航空博物館。ウリヤノフスク航空博物館（英語: Ulyanovsk Aircraft Museum）とも呼ばれる。戦前からソビエト連邦の崩壊までの間にソビエト連邦で開発された航空機が民間機・軍用機を問わず数多く展示されている。

## 概要
同じくロシア国内に位置するモニノ空軍博物館とは異なり、民間機・旅客機の展示数が多いのが特徴である。展示機のうちTu-114、Tu-144、Tu-104などの機内はコクピットも含めて公開されている。
なお、展示機のTu-114は機体記号CCCP-76490としてソ連時代のアエロフロートで運用されていた機体であり、1960年代には日本航空との共同運航に伴ってJALの鶴丸ロゴが描かれた状態で日本に飛来していたものである。

## アクセス
ウリヤノフスク・バラタエフカ空港のターミナルを出て、市街地方面の北に向かう一本道の左側にある。バラタエフカ空港はモスクワと結ばれており、フライトの所要時間は約1時間半である。

## 展示機
展示されている機体の一覧は公式サイトを参照のこと。

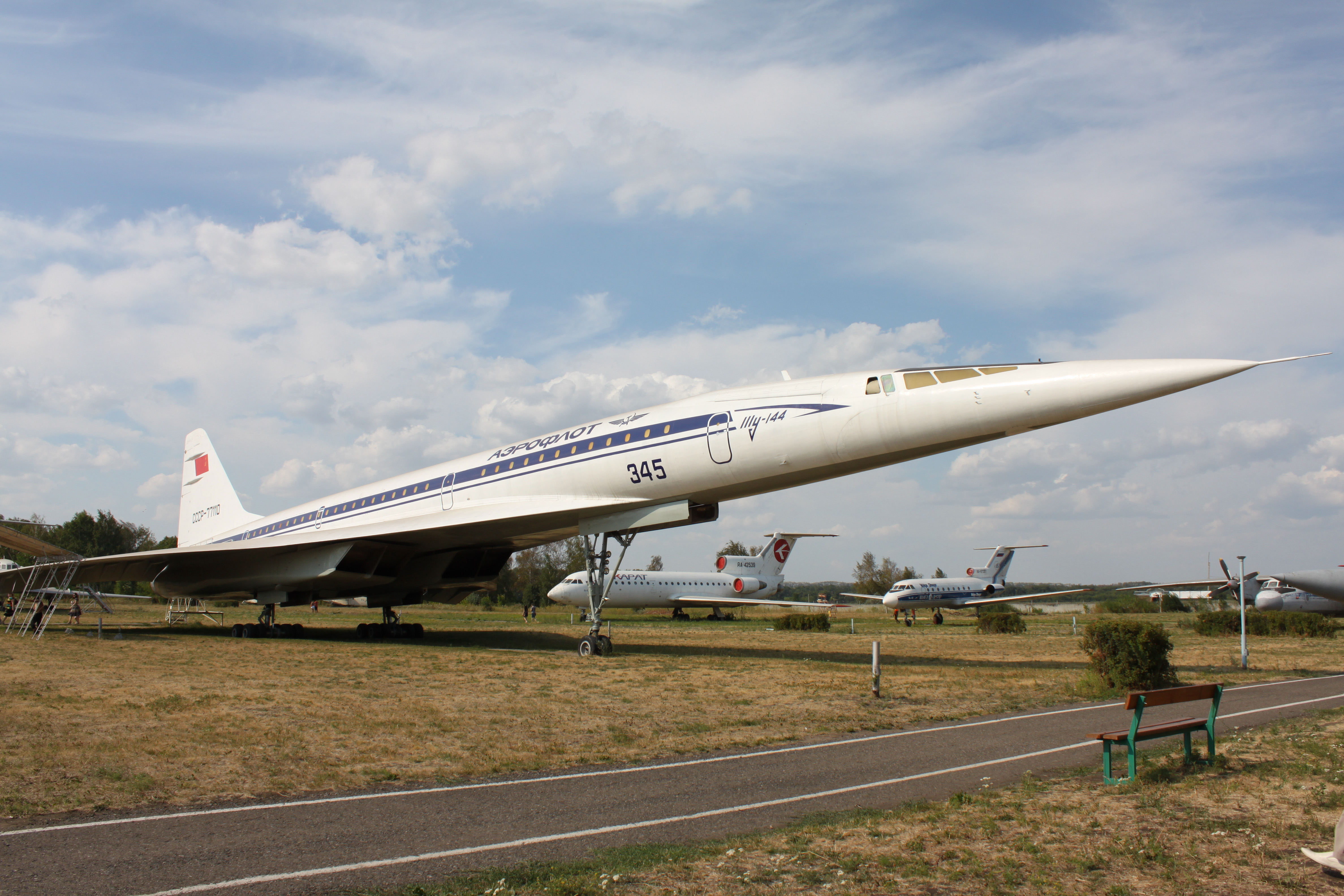
Tu-144
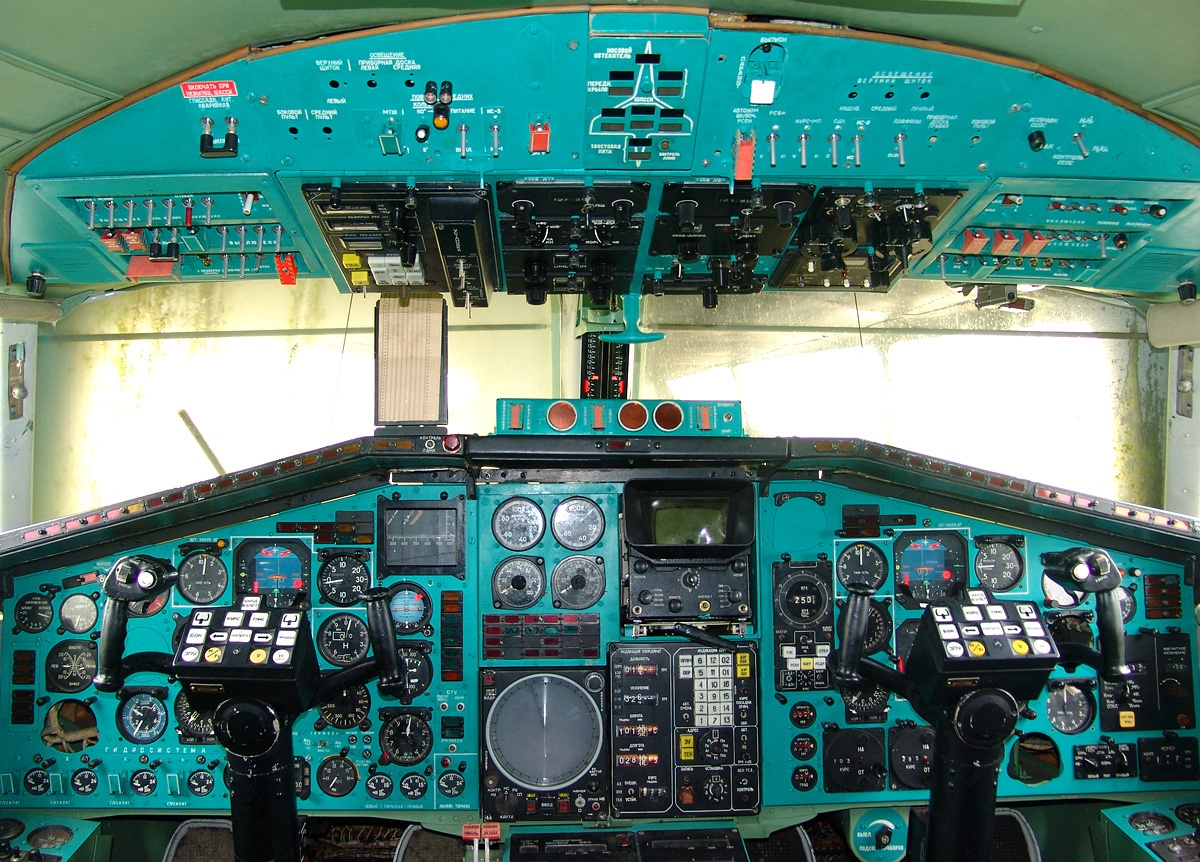
Tu-144のコクピット
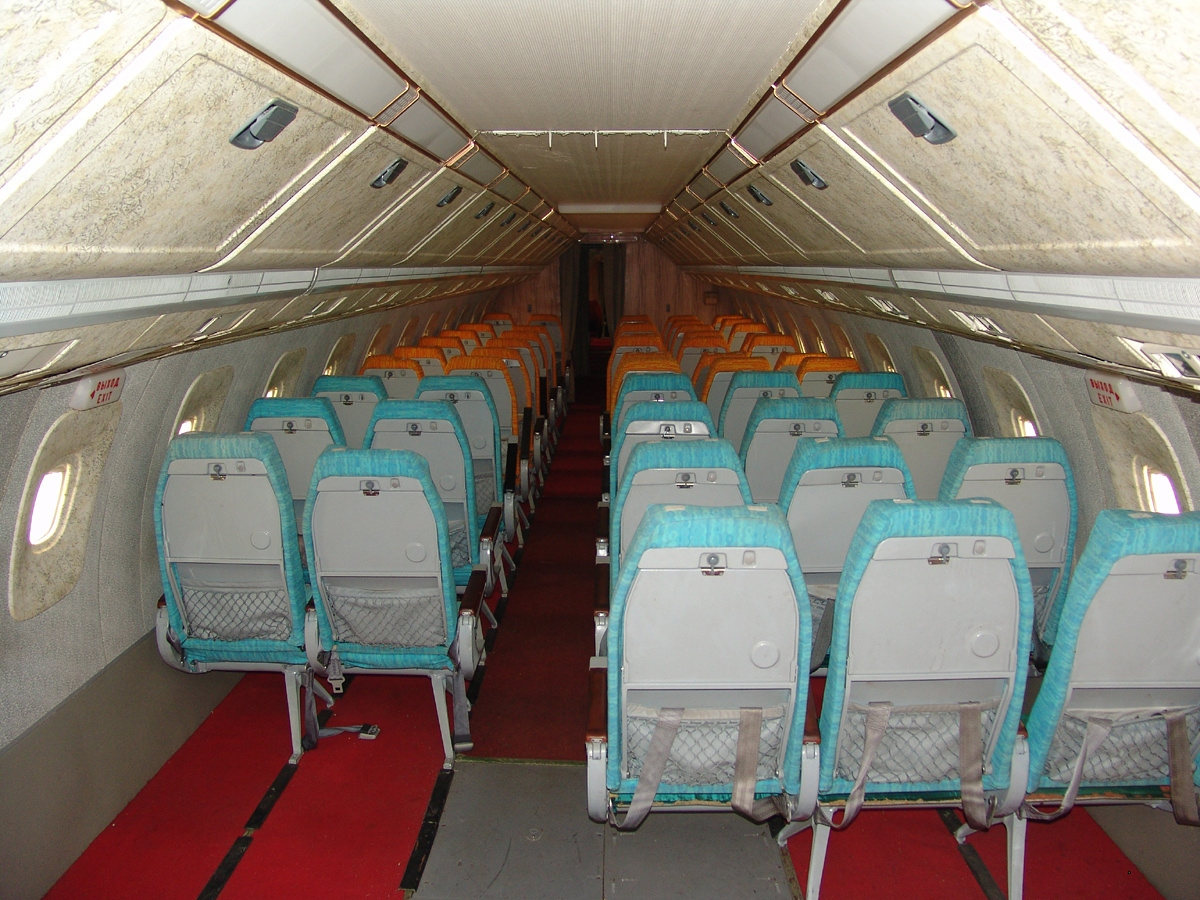
Tu-144の機内
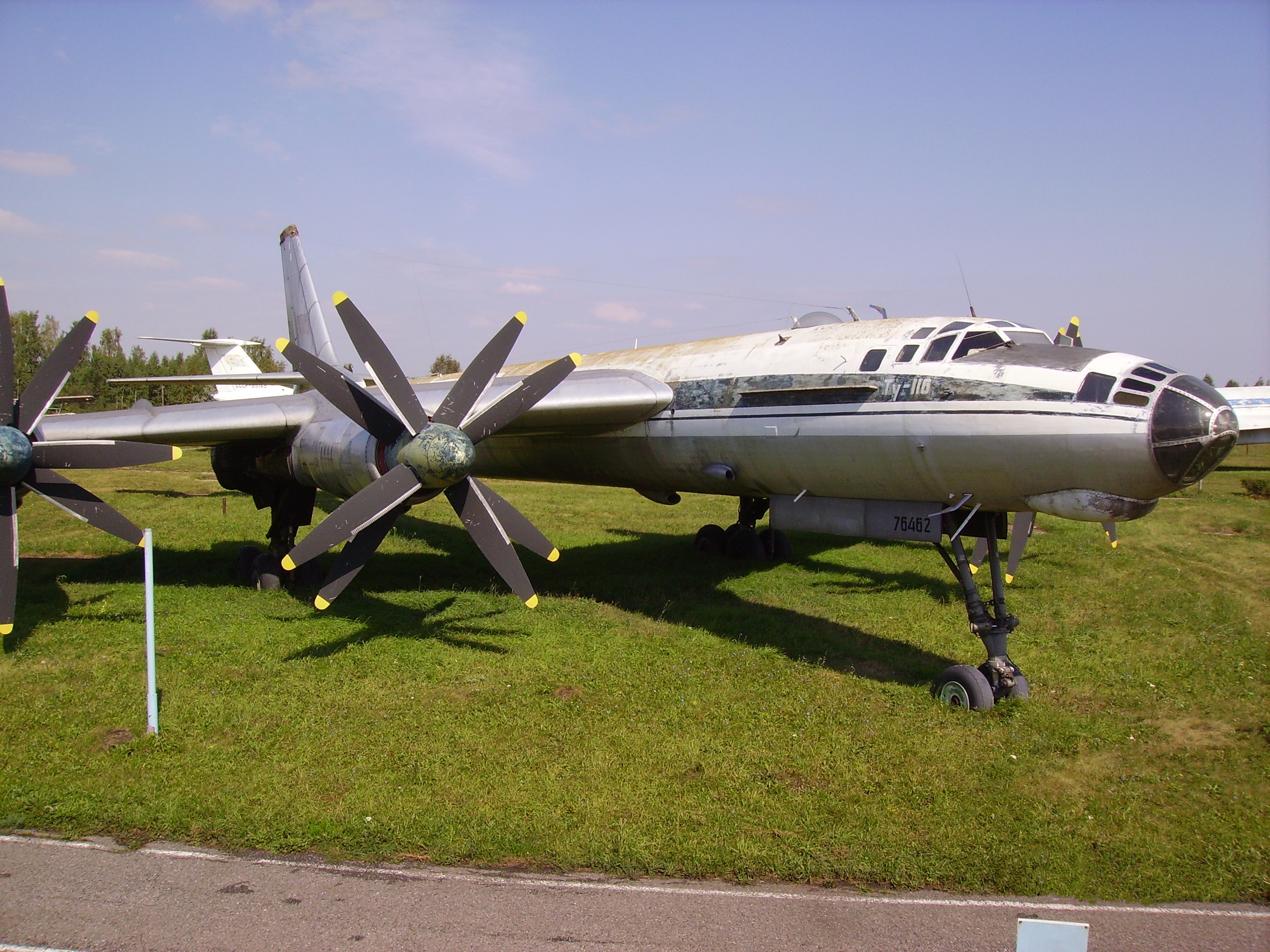
Tu-116
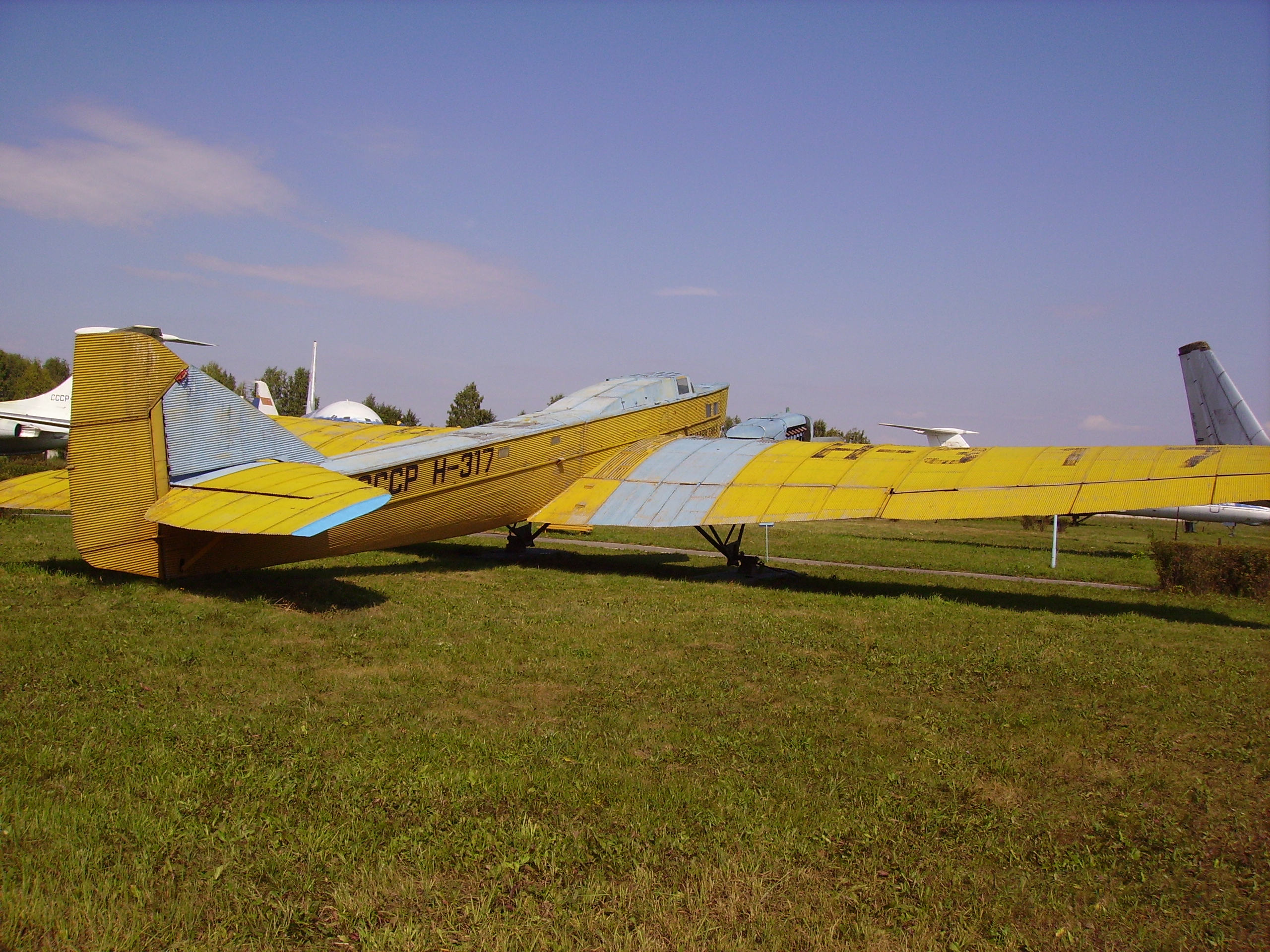
TB-1（ANT-4）
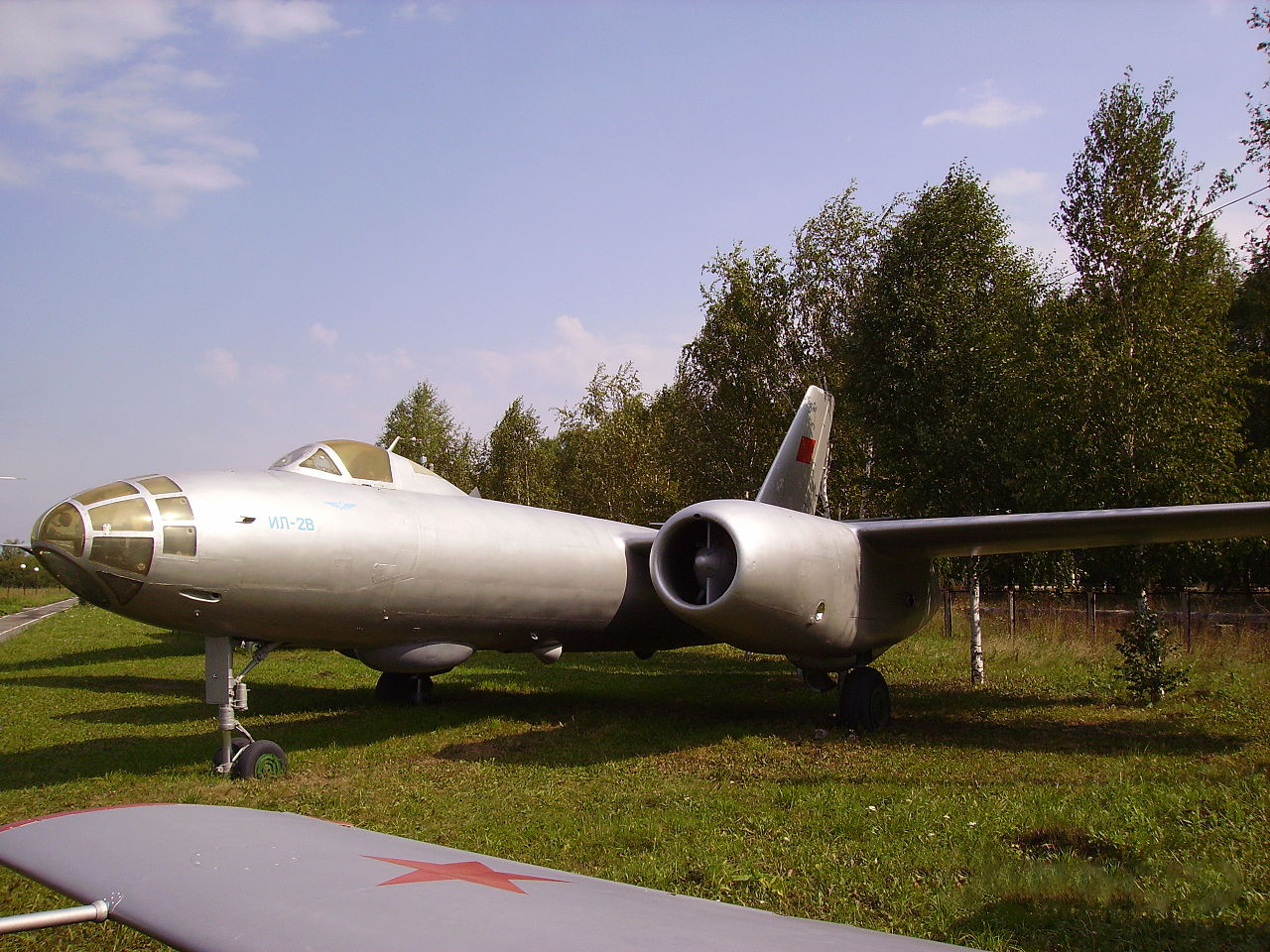
Il-28爆撃機